# Sede titolare di Bardstown
La diocesi di Bardstown (in latino:  Dioecesis Bardensis) è una sede titolare della Chiesa cattolica.

## Territorio
La diocesi aveva sede nella città di Bardstown, nella contea di Nelson, in Kentucky. Cattedrale della diocesi era la chiesa di San Giuseppe. Fu la prima diocesi statunitense eretta ad ovest dei monti Allegani.

## Storia
La diocesi di Bardstown fu eretta l'8 aprile 1808 con il breve Ex debito di papa Pio VII, ricavandone il territorio dalla diocesi di Baltimora, che fu contestualmente elevata ad arcidiocesi metropolitana.
Il 19 giugno 1821, il 6 maggio 1834 e il 28 luglio 1837 cedette porzioni del suo territorio a vantaggio dell'erezione rispettivamente delle diocesi di Cincinnati (oggi arcidiocesi), di Vincennes (oggi arcidiocesi di Indianapolis) e di Nashville.
Il 13 febbraio 1841, in seguito al trasferimento della sede vescovile da Bardstown a Louisville, la diocesi assunse il nome di diocesi di Louisville.
Bardstown è annoverata tra le sedi vescovili titolari della Chiesa cattolica; dal 19 maggio 2015 il vescovo titolare è James Massa, vescovo ausiliare di Brooklyn.

## Cronotassi dei vescovi titolari
- Charles Garrett Maloney † (2 febbraio 1995 - 30 aprile 2006 deceduto)
- Daniel Edward Thomas (8 giugno 2006 - 26 agosto 2014 nominato vescovo di Toledo)
- James Massa, dal 19 maggio 2015